# Dear Land of Guyana, of Rivers and Plains
Dear Land of Guyana, of Rivers and Plains este imnul național din Guyana.